# VC Olympia Schwerin
Der Verein VC Olympia Schwerin (abgekürzt VCO Schwerin) ist ein Volleyballverein aus Schwerin. Er dient der Nachwuchsförderung des Frauen-Bundesligisten Schweriner SC. Schwerin ist Bundesstützpunkt des Deutschen Volleyball-Verbandes.

## Modus
Die Juniorinnen des VCO Schwerin spielen seit 2014 wie eine Vereinsmannschaft in der Zweiten Bundesliga bzw. in der Dritten Liga mit. Die Ergebnisse fließen genauso in die Wertung ein wie die der anderen Teams. Auf die Entscheidung im Auf- und Abstiegskampf hat die Mannschaft keinen Einfluss.

## Team
Die Juniorinnen spielen in der Saison 2020/21 in der Dritten Liga Nord. Die Mannschaft besteht aus 17 Spielerinnen und wird von Arne Kramer trainiert. Das Team trägt seine Heimspiele in der Volleyballhalle am Lambrechtsgrund in Schwerin aus.